# 无限小数
无限小数，是指小数部分的位数无限的数字，与有限小数相对。
无限小数有两种类型：
- 无限循环小数：小数部分有无限多个数字，且从小数部分的某一位起，一个数字或几个数字依次不断地重复出现的小数叫做无限循环小数。如{\displaystyle {\frac {1}{7}}=0.142\ 857\ 142\ 857\ 142\ 857\ldots } {\displaystyle {\frac {11}{6}}=1.833\ 333\ldots }等。无限循环小数属于有理数，可以化成分数形式。

- 无限不循环小数：小数部分有无限多个数字，且没有依次不断地重复出现的几个数字或几个数字的小数叫做无限不循环小数，如{\displaystyle \pi =3.141\ 592\ 653\ 589\ 793\ 23\ldots }，{\displaystyle e=2.718\ 281\ 828\ 459\ 04\ldots }。无限不循环小数属于无理数，不能化成分数形式。